# Självbindare

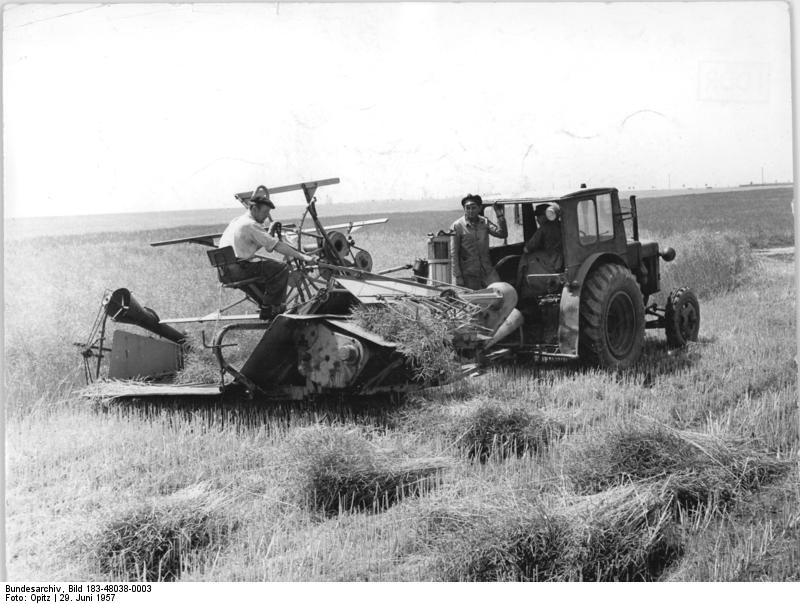
Skörd av raps i Östtyskland (Sachsen), sista veckan i juni 1957.

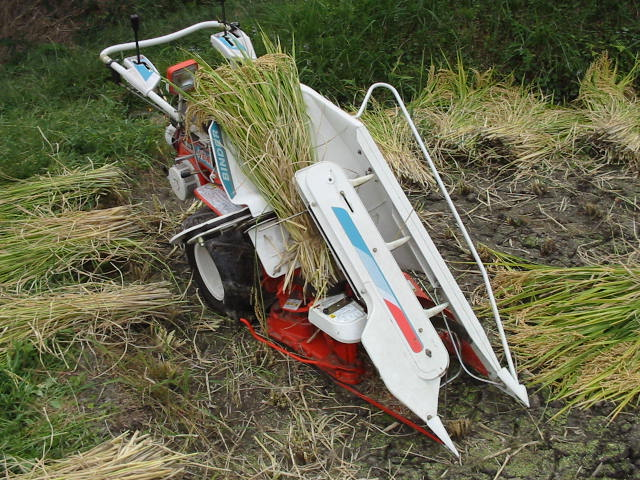
Modern bindare för ris

Självbindare eller kärvbindare är en skördemaskin för stråsäd eller liknande odling. Den klipper av stråna (med ax) och binder samman dem i kärvar. 
Självbindaren utvecklades under 1800-talet som en mekaniserad ersättare till liemän och kärvbinderskor. Den drogs till en början av häst och senare av traktor. Från mitten av 1900-talet ersattes både självbindaren och tröskverket av skördetröskan som både hanterade skörd och tröskning i en maskin.

## Beskrivning

### Bindarens arbete
Självbindaren är en i regel tvåhjulig, häst- eller traktordragen skördemaskin. Ena sidan av maskinen sticker ut på ena sidan om dragfordonet, och den delen är försedd med en knivbalk (jämför slåttermaskin) som kan skära av stråna. Ovanför slåtterkniven roterar en skovel/haspel långsamt; dess "vingar" böjer ner stråna mot slåtterkniven så att de kapas och läggs ned på slåtterbordet med dess transportband.
Stråna med sina ax förs sedan till en knytare som sätter ett snöre runt dem så att det blir en kärve. Kärven kastas ut från maskinen. De kärvar som inte blivit knutna (på grund av tekniska fel, "liggsäd" eller säd med mycket ogräs) måste handbindas genom att ett antal stråbuntar tas ut ur en kärve, delas i två, snabbknyts samman och därefter dras runt kärven med en avslutande snabbknytning. 

### Efterarbete
Därefter samlas kärvarna upp för torkning. Ofta har man (bland annat i Sverige) brukat stapla kärvarna två och två lutande mot varandra, och flera sådana på rad bildade travar . Efter en inledande torkning staplas kärvarna på höjden runt och på en hög stake ibland kallad krake Efter ytterligare torkning kan kärvarna lastas på en vagn och transporteras in till logen för höstlagring i en "sädstabbe". Framemot vintern sker tröskning, där kärvarna går genom ett tröskverk och delas upp i halm, sädeskorn och agnar. Halmen kan användas både till strö under djuren och foder, medan kornen samlas upp i säckar. Agnarna kan användas till strö.

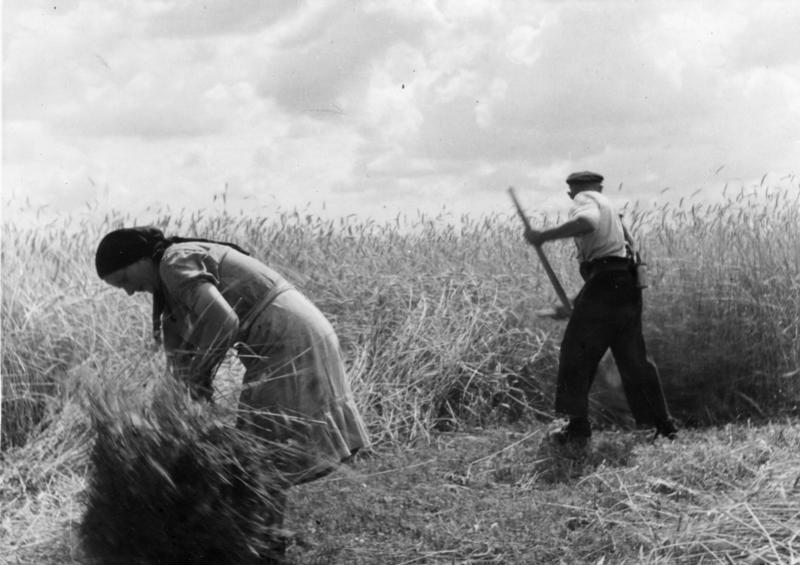
Rågskörd med lie och kärvbindning för hand, från Tyskland 1949.

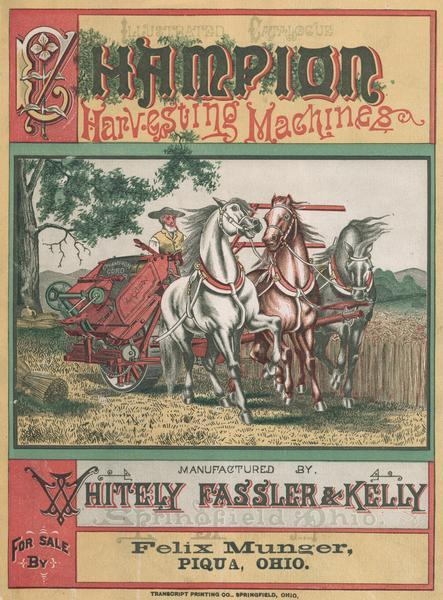
Självbindare på omslaget till en jordbrukskatalog från 1882 (Ohio, USA).

## Historik
Självbindaren tillkom under 1800-talets påbörjade mekanisering av jordbruket. Tidigare skördades säden med hjälp av lie eller skära, varefter stråsäden behövde handbindas till kärvar.
Självbindaren föregicks av självavläggare, en variant av slåttermaskin. Den avskurna säden fördes där åt sidan med hjälp av avläggare, vilka i praktiken utgjordes av ett antal stora räfsor fästa kring en roterande axel. Patentet på den första självbindaren togs i USA 1856. Först 1878 populariserades dock maskinen i samband med utvecklandet av en knytapparat baserad på manillagarn.
Rottneros bruk var den första redskapsfabriken i Sverige som tillverkade självbindare med start 1882. Deras konstruktion var grov och blev ingen försäljningssuccé. Ett exemplar av deras självbindare finns bevarad i Nordiska museets lantbrukssamling som NM.0400559+. År 1886 inleddes svensk försäljning av importerade självbindare (Andrew Hollingworth i Örebro), och svensk tillverkning kom igång 1911 vid Arvika verkstäder.
Självbindaren drogs från början av hästar. Under 1920-talet utvecklades de första traktordragna självbindarna och tio år senare de första modellerna  där slåtterbalk, transportband, bindning och kärvutkastning fick rotationskraft via en axel kopplad till traktormotorns kraftöverföringsuttag. Fortfarande krävdes dock att någon satt vid spakarna bakpå självbindaren, eftersom höjden på skovelställningen (som lutar ner säden mot kapkniven) och placeringen av knytmaskinen påverkas av sädens längd och mängden ogräs.
Vissa modeller av självbindare var även utrustade med neksamlare ("nek" är västsvenska för kärve). 
Trots sin invecklade konstruktion och höga inköpskostnad blev självbindaren allt vanligare en bit in på 1900-talet. Genom sin automatiska bindning ersatte den inte bara liemän eller slåttermaskiner utan även handbindningen av kärvarna.
Självbindaren var den viktigaste skördemaskinen för stråsäd fram till dess att skördetröskan på 1940- och 50-talet började slå igenom på allvar. Självbindare och tröskverk ersattes då av en enda maskin, vid millennieskiftet skördades i stort sett hela den svenska stråskörden med skördetröska. Sedan skördetröskans genombrott har julkärvar blivit ovanligare.

## Bildgalleri

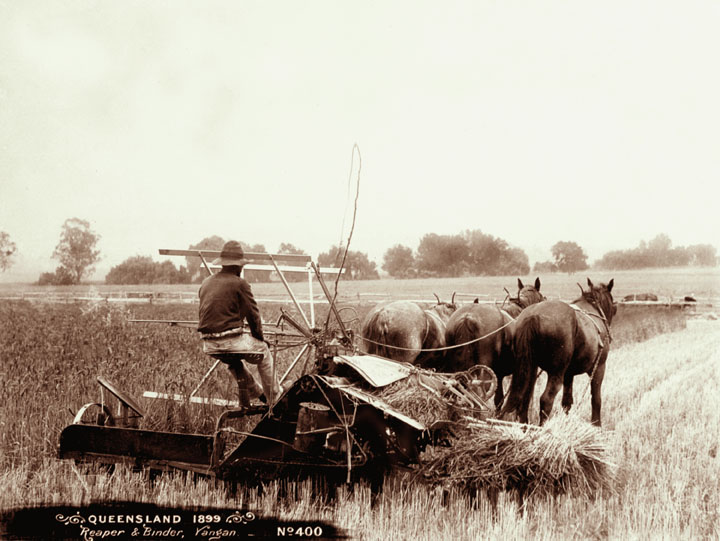
Hästdragen självbindare i Queensland, 1899.
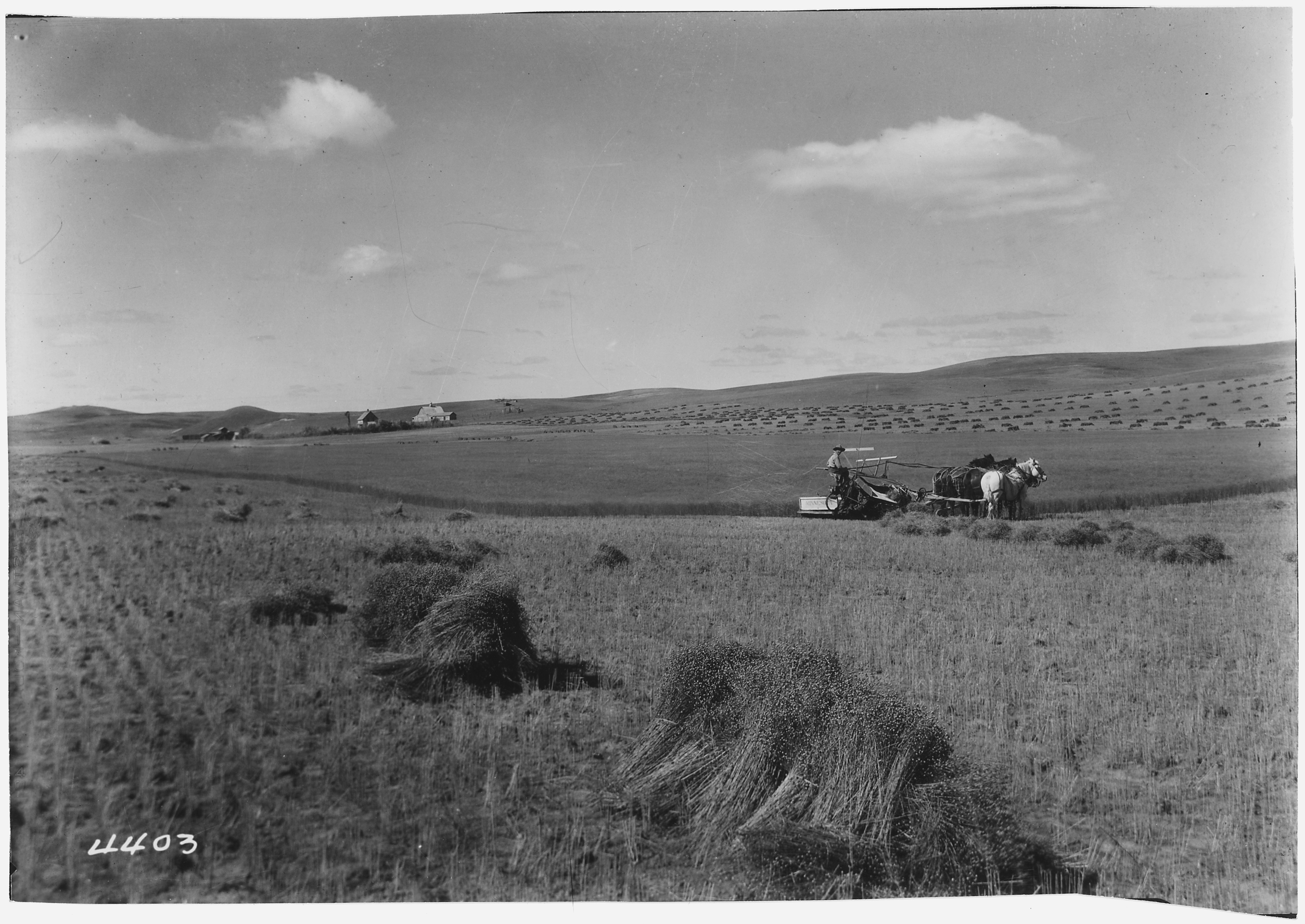
Hästdragen självbindare i arbete med skörd av lin, i Minnesota cirka 1930.
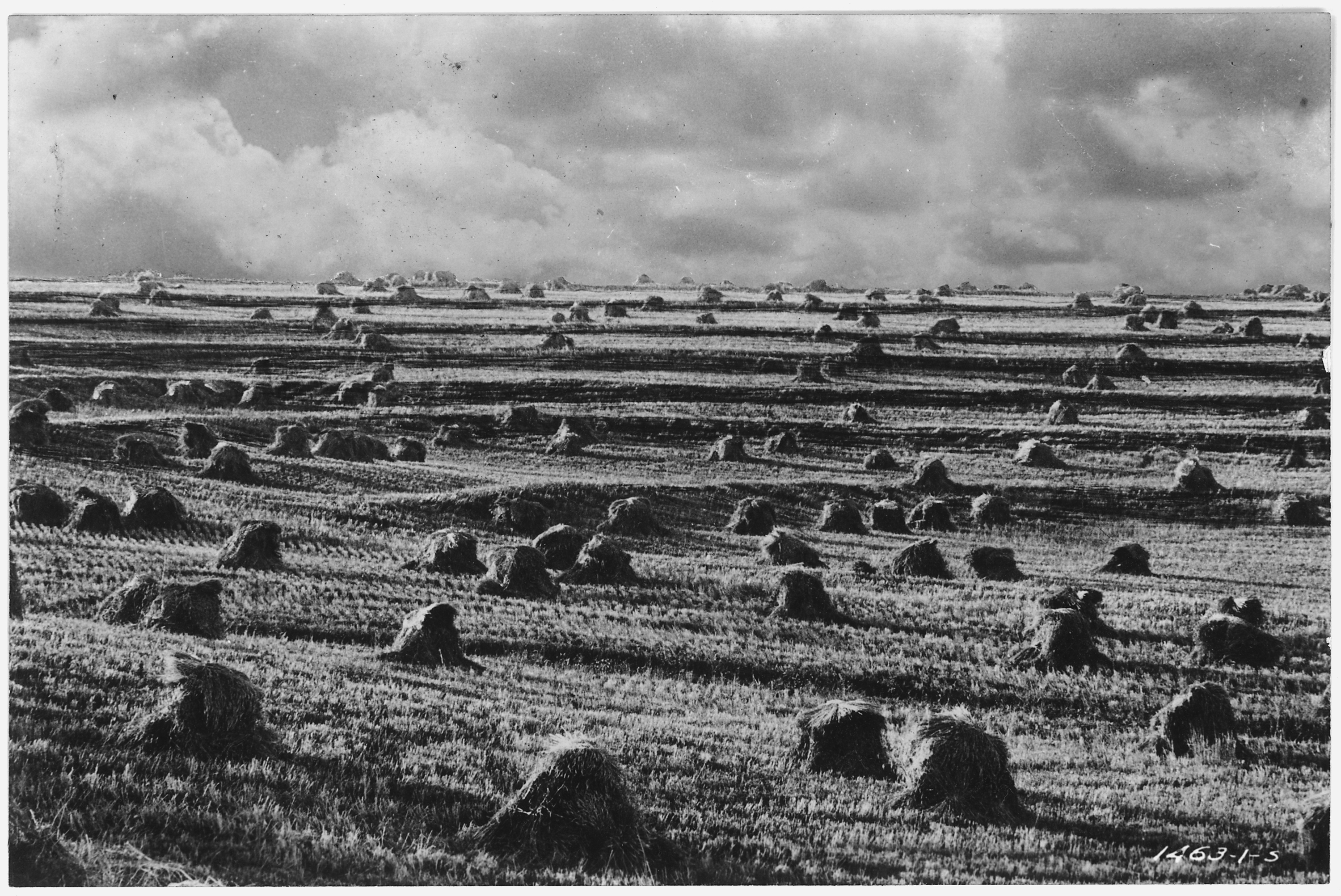
Fält med kärvar ställda i travar för torkning.
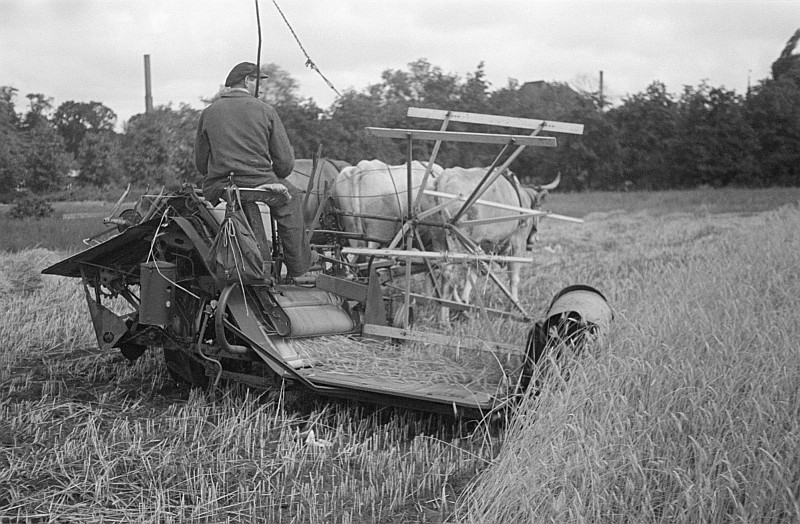
Oxdragen självbindare i Sachsen, augusti 1945. I cylindern finns rullar med bindgarn.
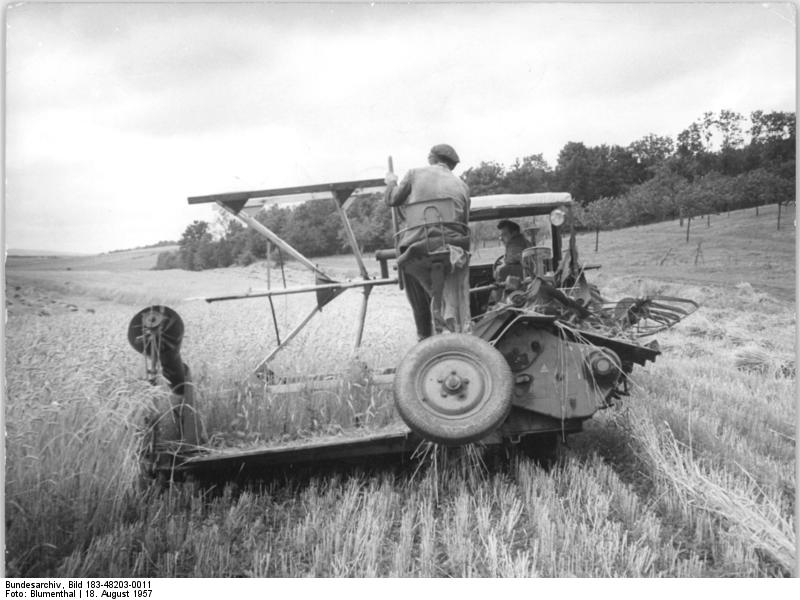
Skördetid i DDR, augusti 1957. Längst bak syns ett transporthjul som sänks ned när bindaren vid vägtransport framförs i tvärställt läge
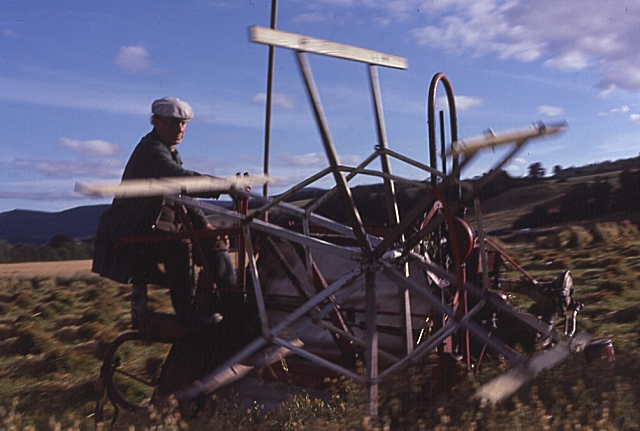
Havreskörd i Storbritannien 1987, då skördetröskan gjort självbindaren omodern.